# Tweede Kamerverkiezingen 2006/Kandidatenlijst/Lijst 21
Kandidatenlijst voor de Nederlandse Tweede Kamerverkiezingen 2006 van Lijst 21 / Islam Democraten.
De inschrijving van deze partij bij de Kiesraad werd niet-ontvankelijk verklaard, waardoor de ID op de verkiezingslijst niet de eigen naam mag voeren, en op uitslagenlijsten veelal vermeld staat als "Potmis".

## De lijst
1. Arif Potmis - 759
2. Bedrettin Budak - 2.499
3. Ahmed El Baghdadi - 288
4. Robert Sadiek - 135
5. Abdelsadek Maas - 200
6. Ismaeil Mohamed Ismaeil - 192
7. Suzan Elci - 142
8. Abderrahim Abgar - 124

CDA · PvdA · VVD · SP · Fortuyn · GroenLinks · D66 · ChristenUnie · SGP · Nederland Transparant · PvdD · EénNL · PVV · Lijst 14 · Partij voor Nederland · CDDP · LibDem · VSP · Ad Bos Collectief · GVIP · Lijst 21 · Tamara's Open Partij · Solide Multiculturele Partij · hetZeteltje